# Pieve dei Santi Biagio e Donato
La pieve dei Santi Biagio e Donato è un edificio religioso situato a Camigliano, nel comune di Montalcino.

## Descrizione
Ad unica navata, presenta una facciata in pietra con tetto a capanna e campanile quadrato con doppia vela in laterizio del XVII secolo. L'architrave figurato che si trova sulla parete destra, parte del portale laterale oggi tamponato, la porta dei Battezzandi che serviva per l'accesso dei catecumeni, risale al XII-XIII secolo.
Sulla parete sinistra si trova la porta del Morto, anch'essa tamponata, che serviva per l'ingresso al cimitero. Sull'altare maggiore, la Madonna col bambino in gloria con i santi Biagio e Donato di Giuseppe Nicola Nasini (fine XVII secolo). Nell'altare a destra, l'Adorazione dei pastori della maniera di Francesco Vanni (1601); in quello a sinistra, la Madonna del Rosario di ambito senese (fine XVI secolo).